# Maxwells dykare
Maxwells dykare (Cephalophus maxwellii eller Philantomba maxwellii) är en liten antilop som förekommer i västra Afrika. Arten räknas tillsammans med blå dykare (Cephalophus monticola) till undersläktet Philantomba som ibland räknas som självständig släkte.

## Utseende
Arten når en absolut kroppslängd av 63 till 100 cm som inkluderar ett cirka 13 cm långt huvud och en 8 till 10 cm lång svans. Mankhöjden är 35 till 38 cm och vikten ligger mellan 8 och 10 kg. De 3,5 till 6 cm långa hornen förekommer hos hannar och ibland hos honor. Bakre delen av kroppen är något högre än den främre. Honor har fyra spenar och är lite större än hannarna.
Pälsfärgen varierar mycket mellan individerna och kan vara gråbrun till blågrå på ovansidan. Vid hornen finns ibland ljusare strimmor. Buken är vitaktig och den mörka och något yviga svansen har ljusa kanter. Från den blåa dykaren skiljer sig arten genom konstruktionen av körtlarna vid hovet samt genom utbredningsområdet.

## Utbredning och habitat
Maxwells dykare lever i västra Afrika i en bred strimma längs kustlinjen från floden Cross River i Niger till Gambia och Senegal. Habitatet utgörs av regnskogar och fuktiga savanner samt av trädodlingar.

## Ekologi
Maxwells dykare förflyttar sig aldrig längre än 20 till 30 meter från buskar eller trädansamlingar, där den kan gömma sig. Den äter främst löv, frukter, unga växtskott, bark och frön samt i viss mån andra växtdelar. Ibland följer dykaren högljudda primater som oavsiktlig kastar frukter till marken. När löven är färska dricker arten sällan vatten men honor som diar sina ungar dricker oftare vatten.
Artens naturliga fiender utgörs kronörn (Stephanoaetus coronatus), pytonormar, vildkatter och leoparder.
Honor kan para sig en gång per året och ett ungdjur föds efter cirka 120 dagars dräktighet under en av torrperioderna mellan januari och mars eller augusti/september. Ungen väger vid födelsen 710 till 955 gram och har samma pälsfärg som vuxna individer, vad som är ovanlig för dykare. Den äldsta individen i fångenskap levde 10 år.

## Status
Arten hotas av habitatförstörelse och jakt för köttets skull. I vissa regioner som Comoé nationalpark minskade beståndet med 90 procent under de senaste 20 åren. Hela populationen listas dock av IUCN som livskraftig (LC).